# Gonzalo López Abente

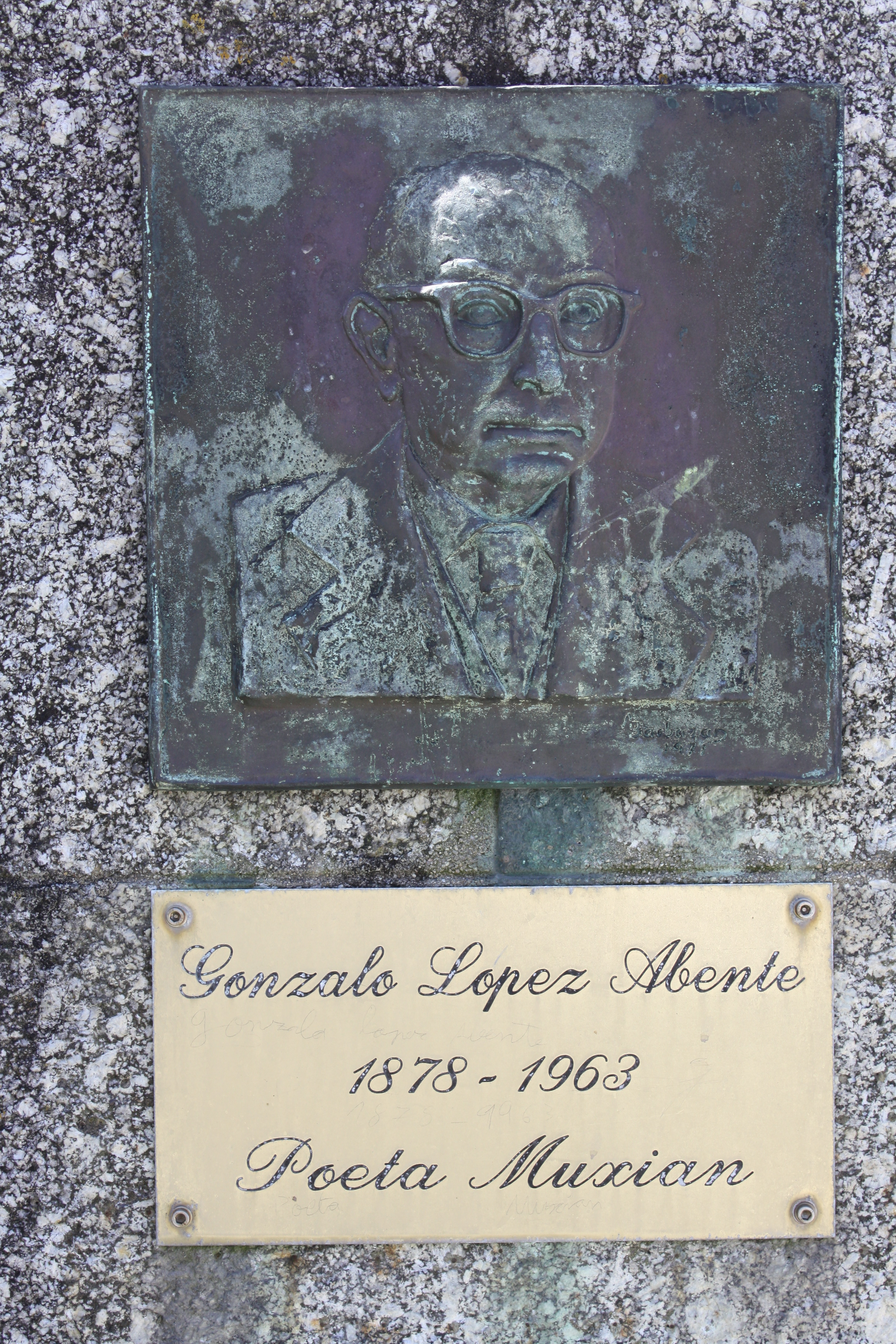
Placa en Mugía

Gonzalo López Abente (Mugía, La Coruña, 1878 - id., 1963). Escritor español en lengua gallega.
Fue miembro de las Irmandades da Fala y del Seminario de Estudos Galegos. Cultivó el periodismo, la narrativa, el teatro y la poesía.
Se le dedicó el Día de las Letras Gallegas de 1971.
Dentro de los actos conmemorativos del 50.º aniversario del fallecimiento de Gonzalo López Abente, el catedrático y compositor Miguel Brotóns compuso, como homenaje al poeta de Mugía, el lied para soprano y piano con título O meu mar. Composición inspirada en el poema homónimo de Gonzalo López Abente.

## Obra literaria

### Narrativa
- «O diputado»
- «Por Veiramar»
- «Vaosilveiro»

### Teatro
- «María Rosa»

### Poesía
López Abente inicia su trayectoria poética en la línea del costumbrismo decimonómico (Escuma da ribeira, 1913?) para luego adoptar la estética modernista a partir de Alento da Raza (1918?), con influencias de Eduardo Pondal. En otros libros, por ejemplo en Do outono (1924), Abente se expresa como un poeta clasicista, especializado en sonetos. 
- «Escuma da ribeira» (1913?)
- «Alento da raza» (1918?)
- «D'Outono» (1924)
- «Nemancos» (1929)
- «Centileos nas ondas» (1958)
- «Decrúa» (1966)
- «Monza de frores bravas para Nosa Señora da Barca» (1971)
- Wikimedia Commons alberga una categoría multimedia sobre Gonzalo López Abente.